# Блакитний період
«Блакитний період» (яп. ブルーピリオド, Burū Piriodo, англ. Blue Period) — манґа, яка була написана та ілюстрована Цубаса Ямаґучі. Вона була надрукована видавництвом Kodansha в сейнен-журналі Monthly Afternoon з червня 2017 і станом на травень 2022 зібрана в 12 танкобон-томах. Англійською серія ліцензована Kodansha USA. Аніме-серіал адаптовано студією Seven Arcs та трансльовано з жовтня по грудень 2021 року.
Видається в Україні видавництвом Nasha idea.

## Сюжет
Ятора Ягучі — досить популярний підліток, який успішно навчається в старшій школі, але часто відчуває внутрішню порожнечу та розчарування. Одного разу він настільки захопився живописом у художньому гуртку своєї середньої школи, що це надихнуло його спробувати свої сили в живописі. Вступивши до художнього клубу та заглибившись у вивчення мистецтва, Ятора обрав подати документи до Токійського університету мистецтв. Згодом, Ятора разом з другом Рюджі «Юка» Аюкава починають відвідувати підготовчу школу при Токійському університеті та готуватися до вступних іспитів.

## Персонажі
Ятора Яґучі (яп. 矢口八虎)
Сейю: Хірому Мінета (оригінал), Джонні Йонг Бош (англійський дубляж)
Відмінник, що проводить час з однокласниками-бешкетниками. Після побаченої картини Морі, він вирішує навчатись у школі мистецтв.
Рюджі "Юка" Аюкава (яп. 鮎川龍二)
Сейю: Юмірі Ханаморі (оригінал), Марсі Едвардс (англійський дубляж)
Друг Ятори та колега по арт-клубу, який бореться зі своєю сексуальністю та гендерною ідентичністю, оскільки його сім'я не схвалює.
Йотасуке Такахаші (яп. 高橋世田介)
Сейю: Дайкі Ямаліта (оригінал), Даман Міллс (англійський дубляж)
Однокласник Ятори в підготовчій школі. Він стоїчний, відсторонений і часто критичний щодо мистецтва Ятори, однак, поважає його.
Харука Хашіда (яп. 橋田悠)
Сейю: Кенґо Каваніші (оригінал), Тодд Хаберкорн (англійський дубляж)
Однокласник Ятори в підготовчій школі. веселий та дружній, інколи кепкує з однокласників.
Макі Кувана (яп. 桑名マキ)
Сейю: Юме Міямото (оригінал), Еріка Ліндбек (англійський дубляж)
Однокласниця Ятори в підготовчій школі. Вся її родина — випускники токійського університету, що додає тиску на її репутацію в підготовчій школі.
Мару Морі (яп. 森まる)
Сейю: Аояґі Маю (оригінал), Трія Леонґ (англійський дубляж)
Семпай Ятори з художнього клубу.
Масако Саекі (яп. 佐伯昌子)
Сейю: Фумі Хірано (оригінал), Анн Ятко (англійський дубляж)
Викладачка живопису в школі та вчитель Ятори в художньому клубі.
Суміда (яп. 純田)
Сейю: Масая Фукуніші (оригінал), Адін Радд (англійський дубляж)
Друг та однокласник Ятори зі школи.
Койґакубо (яп. 恋ケ窪)
Сейю: Шінічіро Каміо (оригінал), Кріс Терльяфера (англійський дубляж)
Друг та однокласник Ятори зі школи.
Уташіма (яп. 歌島)
Сейю: Тацумару Тачібана (оригінал), Ґріффін БЕрнс (англійський дубляж)
Уміно (яп. 海野)
Сейю: Міку Хірацука (оригінал), Дженні Йокоборі (англійський дубляж)
Шірай (яп. 白井)
Сейю: Ікумі Хасеґава (оригінал), Ембер Лі Коннорс (англійський дубляж)
Шірота (яп. 城田)
Сейю: Юна Немото (оригінал), Кейлі Міллс (англійський дубляж)
Ямамото (яп. 山本)
Сейю: Аой Коґа (оригінал), Еріка Ліндбек (англійський дубляж)
Сае Окада (яп. 岡田さえ)
Сейю: Суяма Емірі (оригінал), Кейлі Міллс (англійський дубляж)
Однокласниця Ятори в підготовчій школі.
Маю Оба (яп. 大葉真由)
Сейю: Юкі Кадзу (оригінал), Джулія МакІлвейн (англійський дубляж)
Викладачка Ятори в підготовчій школі.
Такуро Ішіі (яп. 石井啄郎)
Сейю: Тайші Мурата (оригінал), Ґріффін Бернс (англійський дубляж)
Однокласник Ятори в підготовчій школі.
Ханако Сакураба (яп. 桜庭華子)
Сейю: Саорі Оніші (оригінал), Аманда Селін Міллер (англійський дубляж)
Однокласниця Ятори в підготовчій школі.

## Медіа

### Манґа
«Блакитний період» написано та ілюстровано Цубасою Ямаґучі. Друк манґи розпочався видавництвом Kodansha у журналі сейнен-манґи Monthly Afternoon 24 червня 2017 року. Пізніше Kodansha зібрала розділи в окремі томи танкобони. Перший том вийшов 22 грудня 2017 року Станом на 23 травня 2022 року, вийшло дванадцять томів.
У Північній Америці Kodansha USA оголосила про друк манґи в листопаді 2019 року.
В Україні Nasha idea анонсували вихід першого тому манґи у квітні 2024 року.

### Список томів
| №  | Японською         | Японською              | Українською      | Українською            |
| №  | Дата виходу       | ISBN                   | Дата виходу      | ISBN                   |
| -- | ----------------- | ---------------------- | ---------------- | ---------------------- |
| 1  | 22 грудня 2017    | ISBN 978-4-06-510586-3 | 4 квітня 2024    | ISBN 978-617-8109-83-7 |
| 2  | 23 березня 2018   | ISBN 978-4-06-511124-6 | 5 липня 2024     | ISBN 978-617-8396-40-4 |
| 3  | 23 серпня 2018    | ISBN 978-4-06-512336-2 | 5 листопада 2024 | ISBN 978-617-8396-75-6 |
| 4  | 22 лютого 2019    | ISBN 978-4-06-514484-8 | —                | —                      |
| 5  | 21 червня 2019    | ISBN 978-4-06-515958-3 | —                | —                      |
| 6  | 22 листопада 2019 | ISBN 978-4-06-517512-5 | —                | —                      |
| 7  | 23 березня 2020   | ISBN 978-4-06-518889-7 | —                | —                      |
| 8  | 23 вересня 2020   | ISBN 978-4-06-520727-7 | —                | —                      |
| 9  | 21 січня 2021     | ISBN 978-4-06-521994-2 | —                | —                      |
| 10 | 21 травня 2021    | ISBN 978-4-06-523175-3 | —                | —                      |
| 11 | 22 вересня 2021   | ISBN 978-4-06-524669-6 | —                | —                      |
| 12 | 23 травня 2022    | ISBN 978-4-06-527418-7 | —                | —                      |
| 13 | 22 листопада 2022 | ISBN 978-4-06-529730-8 | —                | —                      |
| 14 | 21 липня 2023     | ISBN 978-4-06-531943-7 | —                | —                      |

### Аніме
19 січня 2021 року було оголошено про адаптацію у формі аніме-серіалу. Seven Arcs займається анімацією серіалу, головним режисером якого є Коджі Масунарі, і режисером Кацуя Асано, автор сценарію — Рейко Йошіда, дизайн персонажів — Томоюкі Шітая, музика — Іппеї Іное. Хоча серіал мав дебют на Netflix 25 вересня 2021 року, він транслювався на телебаченні з 2 жовтня по 18 грудня того ж року в блоці Super Animeism на MBS, TBS та інших каналах. Netflix транслював нову серію щотижня за межами Японії з 9 жовтня 2021 року Omoinotake виконав початкову тему «EVERBLUE», а Mol-74 виконав кінцеву тему «Replica».

## Сприйняття
Манґа посіла 4 місце в рейтингу Kono Manga ga Sugoi!, що перелічує список найкращої манґи 2019 року для читачів-чоловіків, займає 14-е місце в цьому списку за 2020 рік і займає 15-е місце в списку за 2021. Також, зайняла 16 місце в списку «Книга року 2019» журналу Da Vinci; також посіла 19 місце в списку 2020 року і 24 місце в списку 2021 року. Ця манґа також була однією із дванадцяти серіалів манґи, які увійшли до списку 126 найкращих графічних романів для підлітків за версією Young Adult Library Services Association 2021 року.
У 2019 році манґа була номінована на 12-ту Manga Taishō та 43-ю премію Kodansha Manga Award за найкращу загальну манґу. У 2020 році манґа виграла премію Manga Taishō та 44-у премію Kodansha Manga Award за найкращу загальну манґу і булв номінована на 24-у премію Tezuka Osamu Cultural Prize.
Ребекка Сільверман з Anime News Network поставила першому тому оцінку B+. Вона похвалила його розповідь про дорослішання та персонажів (особливо дорослих), одночасно критикуючи його за занадто інформативність часом.

## Нотатки
1. ↑  MBS та TBS вказують, що прем'єра серіалу о 25:25 1 жовтня 2021, тобто 1:25 за JST, 2 жовтня.